# Jillian Rose Reed
 (août 2015).
Si vous disposez d'ouvrages ou d'articles de référence ou si vous connaissez des sites web de qualité traitant du thème abordé ici, merci de compléter l'article en donnant les références utiles à sa vérifiabilité et en les liant à la section « Notes et références ».
Jillian Rose Reed est une actrice américaine née le 20 décembre 1991 à Hollywood, en Floride. Elle est surtout connue pour son rôle dans la série télévisée Awkward. Son frère est l'acteur Robbie Tucker (en).

## Biographie
Avec un désir de la scène à l'âge de sept ans, Jillian a commencé à jouer au théâtre pour enfants, dans le rôle de l'araignée Charlotte dans une adaptation de La Toile de Charlotte. A douze ans, Jillian avait joué dans un total de 27 comédies musicales et pièces de théâtre. Jilian a été tentée par de nombreux métiers mais a finalement choisi d'être actrice.
Jillian a passé la moitié de sa première année et sa seconde année au lycée de Northville dans le Michigan et en est sortie diplômée d'options pour l'école Charte de la jeunesse[Quoi ?] à Burbank, en Californie. Elle est connue surtout pour avoir joué dans la série Awkward le rôle de Tamara.

## Filmographie

### Cinéma

#### Longs métrages
- 2014 : Confessions of a Womanizer (en) : Megan
- 2015 : Sharon 1.2.3. : Linda

#### Courts métrages
- 2010 : L.A. Vampire : Un vampire
- 2014 : Finding Alice : Alice (voix)

### Télévision

#### Séries télévisées
- 2008 : Zoé : Fille numéro 3
- 2009 : Weeds : Simone
- 2009 : Hung : Tracie
- 2010 : Community : Kelly Cortlandt
- 2010 : The Middle : Shannon
- 2011-2016 : Awkward : Tamara Kaplan
- 2011 : Paire de rois : Tessa
- 2013 : Supah Ninjas : Gina/Wallflower
- 2013 : Ghost Ghirls : Lizzie
- 2014 : Jessie : Abbey
- 2016-2020 : Elena of Avalor : Naomi
- 2018 : Lucifer : Cece

#### Téléfilms
- 2012 : Mon effroyable anniversaire 3 (en) : Sienna
- 2013 : Age Of Dinosaurs : Jade Jacobs